# 8733 Осуґі
8733 Осуґі (8733 Ohsugi) — астероїд головного поясу, відкритий 20 грудня 1996 року.
Тіссеранів параметр щодо Юпітера — 3,323.
Названо на честь Осуґі (яп. おおすぎ(大杉) о:суґі)